# Гинсберг, Александр
Алекса́ндр Ги́нсберг (пол. Aleksander Ginsberg; 1871 год, Сосновец, Царство Польское, Российская империя — 1911 год, Варшава, Царство Польское, Российская Империя) — польский конструктор оптических приборов, инженер, основатель Завода оптических инструментов «ФОС» (пол.).

## Биография
Александр Гинсберг окончил школу в городе Пётркув-Трыбунальски, изучал математику и физику в Париже и Берлине. После получения диплома инженера в Берлинской высшей технической школе на протяжении многих лет работал главным конструктором на известных оптических предприятиях К. Краусса в Париже и Carl Zeiss в Йене.
В 1899 году Александр Гинсберг основал один из первых в царской России и впервые на территории Польши, завод оптических инструментов «ФОС», на котором производили фотокамеры, объективы которые ценились во всей Европе, телескопы, геодезические и измерительные приборы. Продукты завода награждались медалями на многочисленных выставках, в том числе в Кракове (1900), Варшаве (1901) и Санкт-Петербурге (1902).
Интересовала Гинсберга и фотография. Рассчитанные им фотообъективы «Планистигматы» и «анастигматы» пользовались большой популярностью среди фотографов. Удачны были и сконструированные им фотоаппараты. Он активно участвовал в работе Польского Общества Любителей Фотографии (бывшего Варшавского Фотографического Общества), писал статьи для фотографических журналов, читал лекции, связанные с фотографической оптикой.
После преждевременной кончины Александра Гинсберга в возрасте всего лишь 40 лет, судьба его предприятия оказалась трагична. Не выдержав конкуренции с заграничными оптическими предприятиями, завод оптических инструментов «ФОС» разорился, а его оборудование было приобретено Обуховским заводом в Санкт-Петербурге.